# Georg Kulenkampff
Alwin Georg Kulenkampff-Post, född 23 januari 1898, död 4 oktober 1948, var en tysk violinist.
Kulenkampff var lärjunge till Willy Hess i Berlin, 1917-19 konsertmästare vid Philharmonisches Orchester i Bremen, blev 1925 professor vid statens musikhögskola i Berlin och känd genom sina resor som violinvirtuos. Kulenkampff tillhörde den klassiska riktningen bland samtidens violinister.